# Original design manufacturer
Un original design manufacturer (ODM) (en español: fabricante de diseño original) es una compañía que diseña y fabrica productos que son comercializados por otras marcas. Estas compañías permiten a las marcas producir sin tener que involucrarse en la organización o el funcionamiento de una fábrica. Las ODMs han aumentado de tamaño en los últimos años y ahora muchas son lo suficientemente grandes para manejar la producción de varios clientes, proporcionando la producción total o una parte. Una característica fundamental de este modelo de negocio es que los ODM son propietarios de los diseños de los productos que son comercializados por otras marcas, en contraste con las contract manufacturer (CM).
Este modelo es especialmente utilizado en el comercio internacional, donde un ODM local es usado para producir bienes para una empresa extranjera que ve algunas ventajas en la transacción, como salarios más bajos, vías de comunicación o la proximidad a los mercados.
Este tipo de negocio es parte del "outsourcing". Un ejemplo es Compal Electronics, que fabrica notebooks y monitores, y funciona como un productor en masa para numerosas empresas de marca, asistido por los bajos costes laborales, el transporte de bajo costo, así como la naturaleza de los productos básicos, cerca de las entradas físicas (en el caso de Compal, componentes de ordenador ). Por ejemplo, en 2011 el noventa y cuatro por ciento de todos los portátiles fueron hechas por ODMs taiwaneses.

## Propiedad intelectual
Los ODMs crean su propia propiedad intelectual y son muy activos a la hora de patentar. La mayoría de sus patentes se presentan en Estados Unidos, Taiwán y China. En Japón y en la Unión Europea se presentan pocas.